# Crotalus oreganus
Crotalus oreganus  (лат.) — вид ядовитых змей семейства гадюковых. Имеет 7 подвидов.
Размер этого вида значительно варьируется, с некоторыми популяциями маленьких змей, а другим — очень больших. Змеи достигают в длину в среднем 100 см, максимальная зарегистрированная длина 162,6 см.
Змея использует свои теплочувствительные ямки на губах, чтобы найти свою добычу: птиц, птичьи яйца и небольших млекопитающих, от мышей до кроликов. Она также питается мелкими пресмыкающимися и земноводными. Молодые змеи питаются насекомыми.
Живородящая змея. Самки рождают до 25 детёнышей.